# Atletas de Cristo
Atletas de Cristo é um movimento integrado por atletas cristãos de várias denominações. Faz parte um grupo de atletas de várias modalidades esportivas, classes sociais e grupos étnicos.
A instituição que coopera efetivamente com a igreja local e outras organizações cristãs, promovendo a integração entre igrejas, desportistas e os torcedores por eles influenciados.
Hoje a organização é presidida por Marcos Grava, e tem Ricardo Ximenes como seu diretor executivo.

## Atletas de Cristo na Copa 2010
Lúcio, Kaká, Felipe Melo, Gilberto Silva, Luisão, Juan, Josué e o auxiliar técnico Jorginho estão presentes na Copa do Mundo 2010 e fazem parte do ministério Atletas de Cristo.
Sempre após os jogos e treinamentos, eles se unem para momentos de pregação, oração e leitura bíblica.